# Bean's Grant
Bean's Grant (en inglés: Bean's Grant Township) es un municipio ubicado en el condado de Coös en el estado estadounidense de Nuevo Hampshire. En el año 2010 tenía una población de 0 habitantes y una densidad poblacional de 0 personas por km².

## Geografía
Bean's Grant se encuentra ubicado en las coordenadas 44°13′21″N 71°22′37″O / 44.22250, -71.37694. Según la Oficina del Censo de los Estados Unidos, el municipio tiene una superficie total de 25.11 km², de la cual 25,11 km² corresponden a tierra firme y (0 %) 0 km² es agua.

## Demografía
Según el censo de 2010, había 0 personas residiendo en el municipio de Bean's Grant. La densidad de población era de 0 hab./km². De los 0 habitantes, el municipio de Bean's Grant estaba compuesto por el 0 % blancos. Del total de la población el 0 % eran hispanos o latinos de cualquier raza.